# Атай, Фалих Рыфкы
Фалих Рыфкы Атай (тур. Falih Rıfkı Atay; 1894, Стамбул — 20 марта 1971, Стамбул) — турецкий писатель, публицист.

## Биография
Родился в семье имама Халила Хильми.
По окончании средней школы некоторое время посещал Стамбульский университет. Свою литературную деятельность начал с писания стихов в «Сервети Фюнун». Стал известен участием в младотурецкой газете «Танин». Во Время мировой войны был офицером запаса и работал в качестве секретаря военного трибунала. Он также был личным секретарём Талаат-паши и сопровождал Джемаль-пашу в Синайско-Палестинской кампании. Этот период военной работы много дал Атаю для его дальнейшего роста.
По окончании военной службы с 1918 года Атай вместе со своими единомышленниками издавал газету «Акшам», поддерживавшую кемалистскую революцию. Кроме того, Атай сотрудничал в ряде журналов, как «Шехбал», «Дергах» и др. Состоял и в литературной группе «Феджри Ати». Позднее участвовал в националистическом пантюркистском движении.
Атай как поэт не оставил значительных произведений. Впоследствии целиком отдал себя прозе. Его ранние прозаические произведения писались под влиянием серветифюнуновцев, в особенности Дж. Шехабетдина.
Атай стал известен благодаря своим художественно-публицистическими статьями, озаглавленными «События дня» и систематически помещавшимися в газете «Акшам». В отличие от стамбульских газет Атай обращался к народу.
С 1922 года неоднократно избирался депутатом меджлиса вплоть до выборов 1950 года.
В 1952 году стал издавать газету «Дюнья».

## Отношение к СССР
Атай стал одним из активнейших выразителей советско-турецкой дружбы. Бросил призыв изучать Советский Союз. Является автором первой в Турции книги об СССР «Ени Русья» («Новая Россия»), ставшая результатом его поездки в СССР в 1930 году в составе делегации министра иностранных дел Турции. В книге, опираясь на свои наблюдения в СССР, с одной стороны, разоблачает клеветнические вымыслы иностранной буржуазной прессы о Советском Союзе, а с другой — дает добросовестную и яркую картину строительства социализма в СССР.
Атай стал почётным гостем I Всесоюзного съезда советских писателей.